# Црква Преображења Господњег у Брезовом Пољу
Црква Преображења Господњег у Брезовом Пољу, насељеном месту у саставу дистрикта Брчко, припада Епархији зворничко–тузланској Српске православне цркве.

## Историјат
Црква Преображења Господњег у Брезовом Пољу је једнобродни храм димензија 18×10 метара. Градња је започета на пролеће 1932. године, али муслимански живаљ је био против градње у чаршији, неколико српских трговаца ју је издејствовало на данашњој локацији и саградили су цркву за осамнаест месеци. Након завршене градње храм је 12. октобра 1933. године освештао епископ зворничко-тузлански Нектарије Круљ, а 1934. звоно које је даровао краљ Александар Карађорђевић. Нестало је 8. децембра 1941. године када су усташе из Кораја под вођством Буре Бегића, а по наговору Милана Боснера, запалиле храм од којег су остали само зидови. Године 1945. се приступило обнови цркве, на Михољдан 1946. ју је освештао архијерејски намјесник брчански Рајко Софреновић. Изградња звоника и обнова фасаде је завршена 1970. године. Обновљену цркву је освештао архијерејски намјесник брчански Милан Дојчиновић недељу пред празник Рођења Пресвете Богородице 1970. године.
Године 1980—1982. је рађена поновна адаптација храма. На Михољдан 1982. године је обновљену цркву освештао епископ зворничко-тузлански Василије Качавенда. Иконостас је израдио Тешо Лазаревић из Драгаљевца 1948. године, а иконе на иконостасу су урађене у свештеничкој задрузи у Београду. Цркву је осликао Драган Бјелогрлић из Новог Сада 1985. године. У цркви се од старих богослужбених књига чувају и користе Србљак из 1861. године, „Апостол” штампан у Сарајеву 1861. године и „Јеванђелистар” штампан у Москви 1789. године. Пре Другог светског рата је у парохији био активан богомољачки покрет. У Ражљеву је 1932. године основано Братство Православне народне хришћанске заједнице „Светог Димитрија”, а 1939. Братство „Светог Стефана Дечанског” у насељу Слијепчевићи и у Трњацима. Братства су имала своје домове који су били место састајања и молитве, а све су 1952. године национализовале комунистичке власти.